# Флаг Мензелинского района
Флаг Мензели́нского муниципального района Республики Татарстан Российской Федерации — опознавательно-правовой знак, служащий официальным символом муниципального образования.

## Описание
«Флаг представляет собой прямоугольное голубое полотнище с отношением ширины к длине 2:3, несущее вдоль верхнего края красную полосу в 1/4 полотнища, посередине голубой части изображение жёлтого летящего кречета из герба района».

## Обоснование символики
Флаг района разработан с учётом герба, который основан на историческом гербе уездного города Мензелинска, Высочайше утверждённого 3 (14) июля 1782, описание которого гласило:

«Въ верхней части щита гербъ Уфимскій. Въ нижней — летящій золотой кречетъ, въ знакъ изобилія таковаго рода птицъ, въ голубомъ полѣ».

Флаг современного района свидетельствует о преемственности многих поколений и сохранении исторических традиций.
Почётная фигура флага — красная полоса вдоль верхнего края символизирует лучшие качества местных жителей — трудолюбие, силу, мужество. Она показывает, что всё, чего добились жители района, сделано их руками с особой любовью и уважением.
Голубой цвет — символ чести, благородства, духовности, ясного неба.
Жёлтый цвет (золото) — символ изобилия, стабильности, уважения и интеллекта.